# Javier Hernández
Javier Hernández Balcázar (Guadalajara, 1 de junho de 1988), também conhecido como Chicharito, é um futebolista mexicano que atua como atacante. Atualmente joga no Chivas Guadalajara.
Javier é um atacante conhecido por sua técnica e habilidade nas jogadas com ambas as pernas, principalmente nos dribles e passes. Sua habilidade técnica e o seu bom ritmo de jogo, lhe proporcionam uma agilidade e velocidade que complementam seu estilo de jogo.
Ganhou notoriedade nacional e continental entre 2005 e 2008, onde disputou a InterLiga, o Campeonato Mexicano, o Campeonato Mundial Sub-17 e a Copa do Mundo FIFA Sub-20, até chegar a Seleção Mexicana principal no final de 2009. Ele foi nomeado embaixador do UNICEF, no México, no dia 26 de maio de 2012, firmando autoria com diversas crianças.

## Carreira

### Descoberta e início
Descoberto pelo Chivas Guadalajara em 1997 — quando ainda tinha nove anos —, enquanto jogava futebol nas categorias de base, Chicharito foi aprimorando sua técnica e habilidade durante os oito anos. Durante a temporada 2005–06, o jogador integrou o time filial, Chivas Coras, que fica localizado na cidade de Tepic, Nayarit. Chicharito assim se destacou em 2006 no Torneio Apertura, na vitória por 4–0 da sua equipe sobre o Club Necaxa, onde o atacante marcou o último gol do jogo. Este foi o único gol marcado em oito jogos entre 2006 e 2007. Ele também jogou seis jogos na temporada 2007–08, em Guadalajara, mas sem nenhuma notoriedade. No Torneio Apertura 2008, jogou sete jogos, mas não se destacou, no Torneio Clausura 2009, marcou quatro gols em quinze jogos pelo Guadalajara. No Torneio Apertura de 2009, terminando como o terceiro maior artilheiro, tendo marcado onze gols em dezessete jogos, tornando-se o melhor momento de sua carreira até então.
No Bicentenário 2010, o jogador tornou-se o artilheiro do Guadalajara. Chicharito começou o torneio marcando dois gols em cada um dos três jogos, contra Toluca, Tigres e Estudiantes. O último foi visto como um dos melhores jogos de Chicharito pelo Guadalajara, pois além de dar uma assistência ele marcou dois gols, virando cambalhotas na comemoração. Depois de ter marcado contra Querétaro e Atlante, o jogador passou cinco dias sem jogar devido a uma lesão. No entanto, manteve-se como artilheiro do torneio com oito gols marcados. Retornou na 11ª rodada, no dia 21 de março; o atacante marcou um gol, mas não evitou a derrota de 2–1 para o Monterrey.

### Manchester United
Seu ótimo desempenho chamou a atenção de vários clubes europeus, como PSV Eindhoven, Wolfsburg e Valencia. No entanto, no dia 8 de abril de 2010, Chicharito assinou um contrato de cinco anos com o Manchester United, da Inglaterra, na qual ingressou em 1 de julho do mesmo ano. A transferência foi estimada em 18 milhões de dólares. No entanto, o jogador foi sujeito a uma autorização de trabalho, que foi concebido em 27 de março. Além disso, como parte do acordo fechado entre Manchester e Guadalajara, o United jogou um amistoso contra o Chivas na abertura do Estádio Omnilife em 30 de julho, onde jogou 45 minutos com o Guadalajara e 20 minutos com o Manchester United. Em 30 de julho, Chicharito jogou os últimos 45 minutos com o Chivas. Na primeira partida no Estádio Omnilife, marcou o primeiro gol para o Chivas aos 8 minutos, sendo o primeiro gol da história do estádio.[carece de fontes?]

#### 2010–11

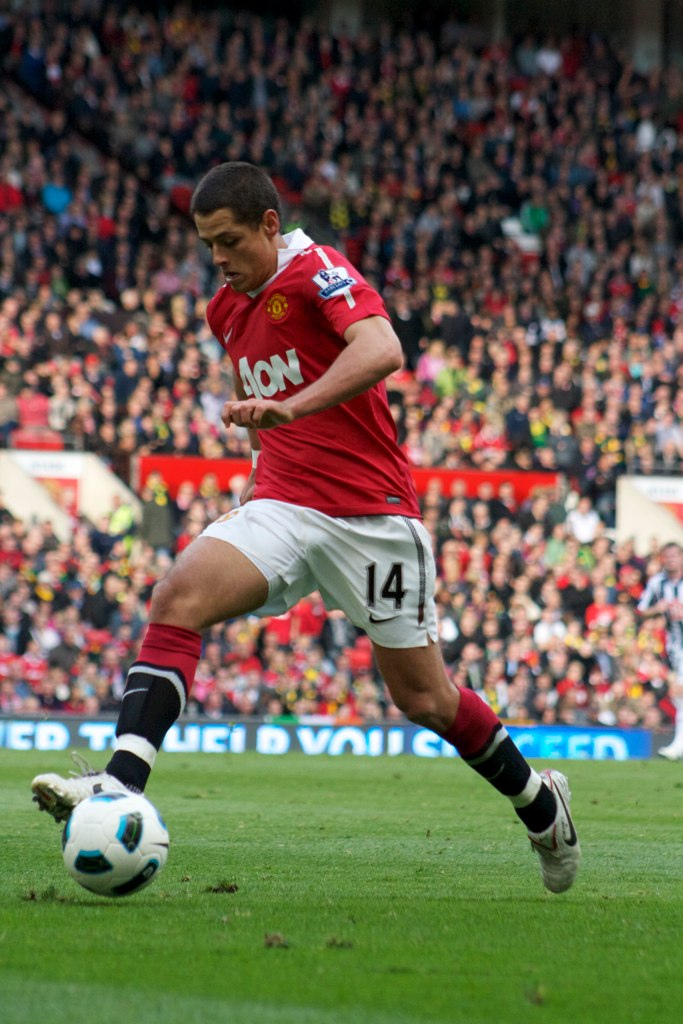
Chicharito atuando contra o West Brom em 2010

Estreou pelo clube inglês no dia 2 de março de 2010, em partida não-válida pelo torneio MLS All-Star daquele ano, substituindo o português Nani na vitória de 5–2 contra o Chelsea. Marcou seu primeiro gol nesta partida, sendo o último dos cinco aos 63 minutos. Chicharito marcou seu primeiro gol na pré-temporada da Premier League, aos 47 minutos, após substituir Wayne Rooney pela Supercopa da Inglaterra. Este foi o terceiro gol dos diabos vermelhos no jogo, que teve como placar final 7–1 e foi a primeira partida da história no recém inaugurado Aviva Stadium, que decorreu em Dublin no dia 4 de agosto. O primeiro gol em uma competição oficial marcado pelo jogador veio a acontecer no dia 8 de agosto, contra o Chelsea. Já no dia 16 de agosto, estreou na Premier League contra o Newcastle.[carece de fontes?]
No dia 29 de setembro, marcou o gol da vitória sobre o Valencia na segunda partida do Grupo C da Liga dos Campeões da UEFA. Após a boa fase, José Mourinho, então técnico do Real Madrid, mostrou interesse na aquisição do jogador para sua equipe no final de 2010 e no início de 2011, pois desejava preencher o espaço deixado por Gonzalo Higuaín, que havia sofrido uma lesão nas costas. No final, nada se concretizou pois Chicharito tinha uma multa rescisória de 50 milhões de euros.
No dia 1 de janeiro de 2011, Chicharito marcou o gol da vitória por 2–1 sobre o West Bromwich. Três dias depois, após marcar o gol da vitória contra o Stoke City por 2–1, Chicharito tornou-se o maior goleador mexicano na história da Premier League. Em 12 de abril, foi revelado que Chicharito era uns dos favoritos a receber o prêmio PFA Young Player of the Year ao lado de seu companheiro de equipe, Nani. Ainda no dia 12 de abril, marcou o gol mais rápido da temporada da Premier League, aos 35 segundos, na vitória por 2–1 sobre o Chelsea. Este gol fez de Chicharito o primeiro jogador, desde Ruud van Nistelrooy, a marcar 20 gols em sua primeira temporada. O jogador coroou sua primeira temporada recebendo no dia 18 de maio o Prêmio Sir Matt Busby de Jogador do Ano.

#### 2011–12
Após participar da Copa Ouro da CONCACAF de 2011 pela Seleção Mexicana, Chicharito regressou ao Manchester United para retornar os treinos da pré-temporada em Nova Iorque para disputa do Jogo das Estrelas. Ele foi hospitalizado no dia 26 de julho, antes da partida, até que foi liberado no dia seguinte, perdendo o resto da pré-temporada e o primeiro dia da temporada. No dia 28 de julho, Rafael Ortega, um médico do Chivas, relatou aos Diabos Vermelhos que Hernández sofria de uma doença preexistente neurológica. Ortega também disse que Hernández havia sofrido de "enxaqueca aguda" e dores de cabeça durante a adolescência.
Voltou a jogar no dia 22 de agosto, contra o Tottenham, saindo do banco de reservas e entrando aos 79 minutos. No dia 10 de setembro, retornou ao time titular em um jogo contra o Bolton, marcando duas vezes na vitória do Manchester United por 5–0. Já no dia 15 de outubro, num jogo crucial contra o Liverpool, em Anfield, o atacante começou no banco de reservas. No entanto, entrou aos 81 minutos e aproveitou um escanteio cobrado por Danny Welbeck para marcar o gol que definiu o empate em 1–1. Devido às boas atuações, renovou seu contrato com o clube inglês no dia 24 de outubro, firmando um novo vínculo até 2016. O jogador marcou seu quinto e consequentemente sexto gol nas duas próximas rodadas, contra o Everton e o Newcastle. Já no dia 3 de dezembro, na vitória de 1–0 contra o Aston Villa, Chicharito sofreu uma lesão aos 6 minutos do primeiro tempo. Após a partida, o treinador Alex Ferguson revelou que o atacante retornaria em quatro semanas.

#### 2012–13

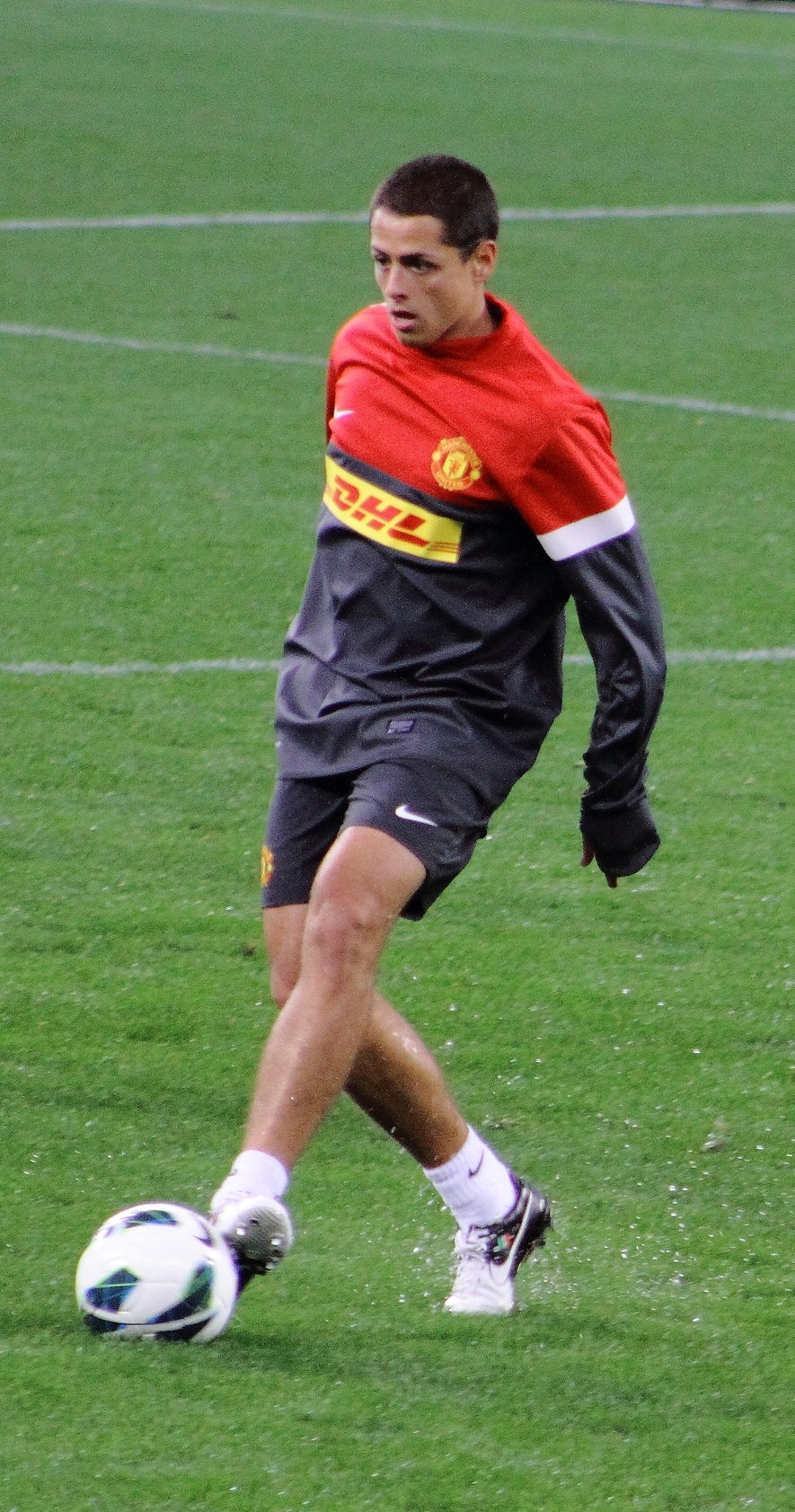
Hernández durante um treino pelo United em 2012

Hernández começou sua terceira temporada com o United no dia 2 de setembro de 2012, saindo do banco e substituindo Danny Welbeck em uma vitória por 3–2 contra o Southampton. No dia 15 de setembro ele foi titular no jogo contra o Wigan, jogando todos os 90 minutos. Apesar de ter um pênalti defendido aos 5 minutos do segundo tempo pelo goleiro Ali Al-Habsi, marcou o seu primeiro gol da temporada, bem como deu uma assistência para Nick Powell marcar na goleada por 4–0. Dias depois, Chicharito marcou nos acréscimos o gol da vitória do United contra o Chelsea, no Stamford Bridge, em que seu time venceu por 3–2.
Em 10 de novembro, o atacante teve grande atuação na virada de 3–2 sobre o Aston Villa pela 11ª rodada da Premier League. Já no dia 26 de dezembro, marcou o gol que garantiu a vitória do United por 4–3, de virada, contra o Newcastle. O mexicano marcou o gol do triunfo aos 45 minutos do segundo tempo. Voltou a marcar no dia 1 de janeiro de 2013, fazendo dois gols junto com Robin van Persie na goleada por 4–0 contra o Wigan. Marcou dois gols sobre o Fulham no dia 26 de janeiro, pela Copa da Inglaterra, em uma vitória por 4–1. Já no dia 18 de fevereiro, marcou um gol na vitória por 2–1 sobre o Reading, pela Copa da Inglaterra. No dia 10 de março, marcou o primeiro gol do United no empate por 2 a 2 com o Chelsea pela Copa da Inglaterra. Terminou a temporada marcando no empate com o West Bromwich, no dia 19 de maio. No último jogo do United sob o comando de Alex Ferguson, o time empatou em 5–5.

### Real Madrid
Foi anunciado pelo Real Madrid no dia 1 de setembro de 2014, chegando por empréstimo e assinando por uma temporada. Como de costume, Chicharito recebeu a camisa 14 que estava livre desde a saída de Xabi Alonso. Marcou seus primeiros gols pelo clube merengue numa goleada sobre o Deportivo La Coruña por 8–2, válida pela La Liga.

### Bayer Leverkusen
No dia 31 de agosto de 2015, assinou com o Bayer Leverkusen até junho de 2018. No dia 21 de novembro, marcou dois gols na vitória por 3–1 sobre o Eintracht Frankfurt, válida pela Bundesliga.

### West Ham

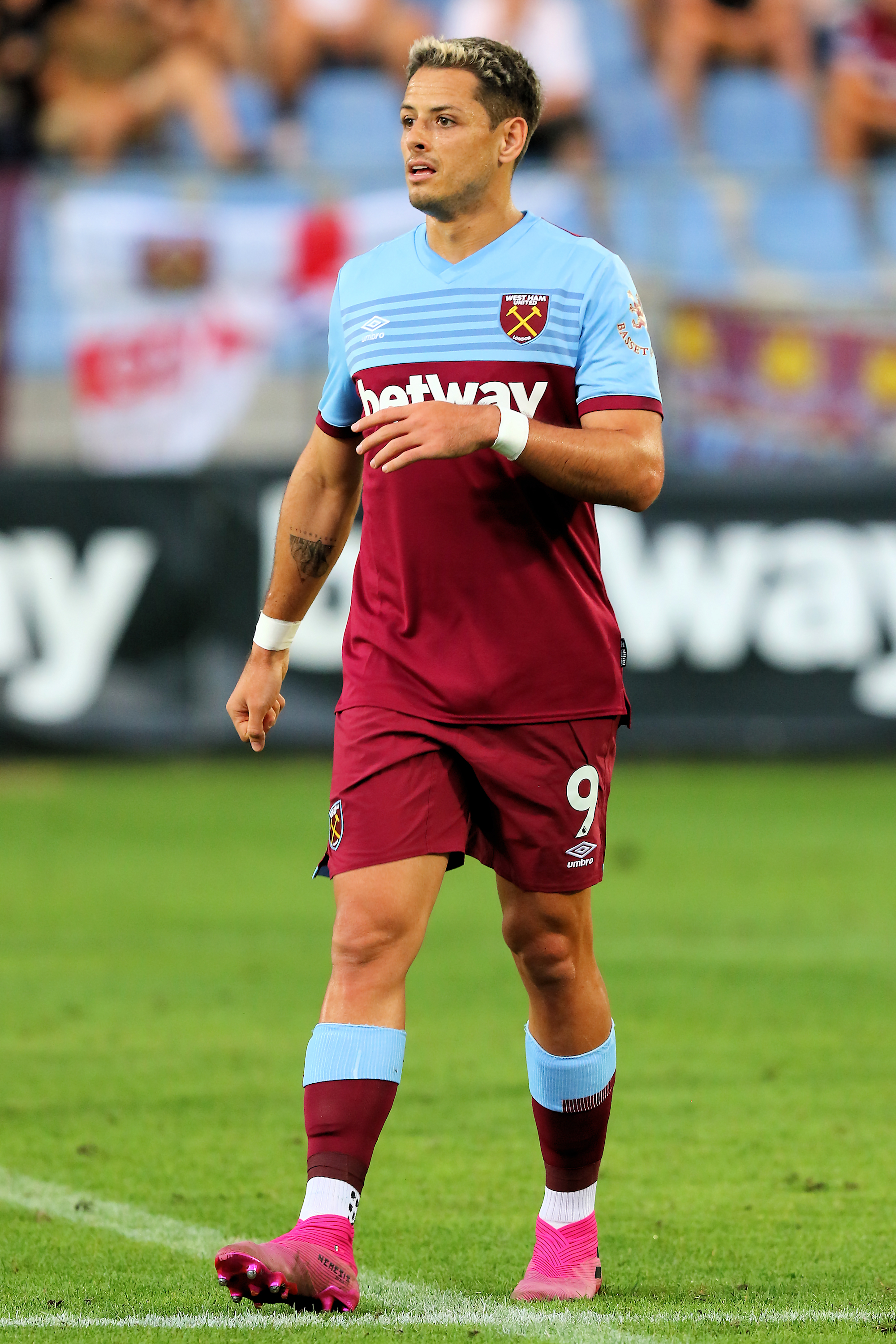
Chicharito pelo West Ham em 2019

Por 16 milhões de libras (65,63 milhões de reais), Chicharito teve a sua contratação oficializada pelo West Ham no dia 24 de julho de 2017. O jogador assinou por três temporadas.

### Sevilla
No dia 2 de setembro de 2019, último da janela de transferências da Europa, o atacante foi anunciado como novo reforço do Sevilla.

### Los Angeles Galaxy
Chegou ao Los Angeles Galaxy em 2020, sendo anunciado como novo reforço do clube da Major League Soccer no dia 21 de janeiro.

### Chivas Guadalajara
Após 14 anos, acertou seu retorno ao Chivas Guadalajara no dia 24 de janeiro de 2024.

## Seleção Nacional

### Sub-17
Foi escalado nas primeiras listas divulgadas para integrar a Seleção Mexicana no Campeonato Mundial Sub-17 de 2005, em 2005 no Peru, mas não foi chamado na lista final. No entanto, pouco depois ele foi convidado por Jorge Vergara para presenciar a final do torneio.[carece de fontes?]

### Sub-20
Integrando a Seleção Mexicana na Copa do Mundo FIFA Sub-20 de 2007, no Canadá, Chicharito atuou em cinco jogos e fez apenas um gol. No dia 2 de julho de 2007, na vitória por 3–0 contra a Seleção Gambiana, o atacante saiu do banco de reservas e marcou aos 85 minutos.[carece de fontes?]

### Principal

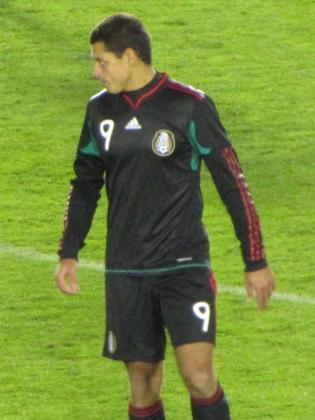
Hernández atuando pelo México em 2010

Fazendo sua estreia na Seleção Mexicana principal contra a Seleção Colombiana, Chicharito teve uma atuação regular e deu uma assistência para o gol de Paul Aguilar, o único marcado pela seleção. Embora o jogador tenha feita uma partida regular, a seleção que defendia acabou perdendo por 2–1. O segundo gol, veio nas Eliminatórias da Copa do Mundo FIFA de 2010 contra a Seleção Boliviana, onde marcou dois na goleada do México por 5–0 em 24 de fevereiro de 2010. O terceiro e o quarto veio nos jogos seguintes contra a Seleção Neozelandesa e a Seleção Norte-Coreana. No dia 26 de maio, em um amistoso contra a Seleção Holandesa, Chicharito marcou o gol da derrota por 2–1.[carece de fontes?]
No dia 30 de março, Chicharito foi convocado por Javier Aguirre para integrar a Seleção Mexicana na Copa do Mundo FIFA da África do Sul, tornando-se a terceira geração de sua família a conseguir este feito. No dia 30 de maio, marcou os dois primeiros gols na vitória por 5–0 contra a Seleção Gambiana em um amistoso. Já no dia 17 de junho, contra a França, marcou seu primeiro gol na Copa, repetindo o que seu avô, Tomás Balcázar, fez na Copa do Mundo FIFA de 1954. No dia 27 de junho, nas oitavas de final, marcou o único gol da derrota por 1–3 para a Argentina.

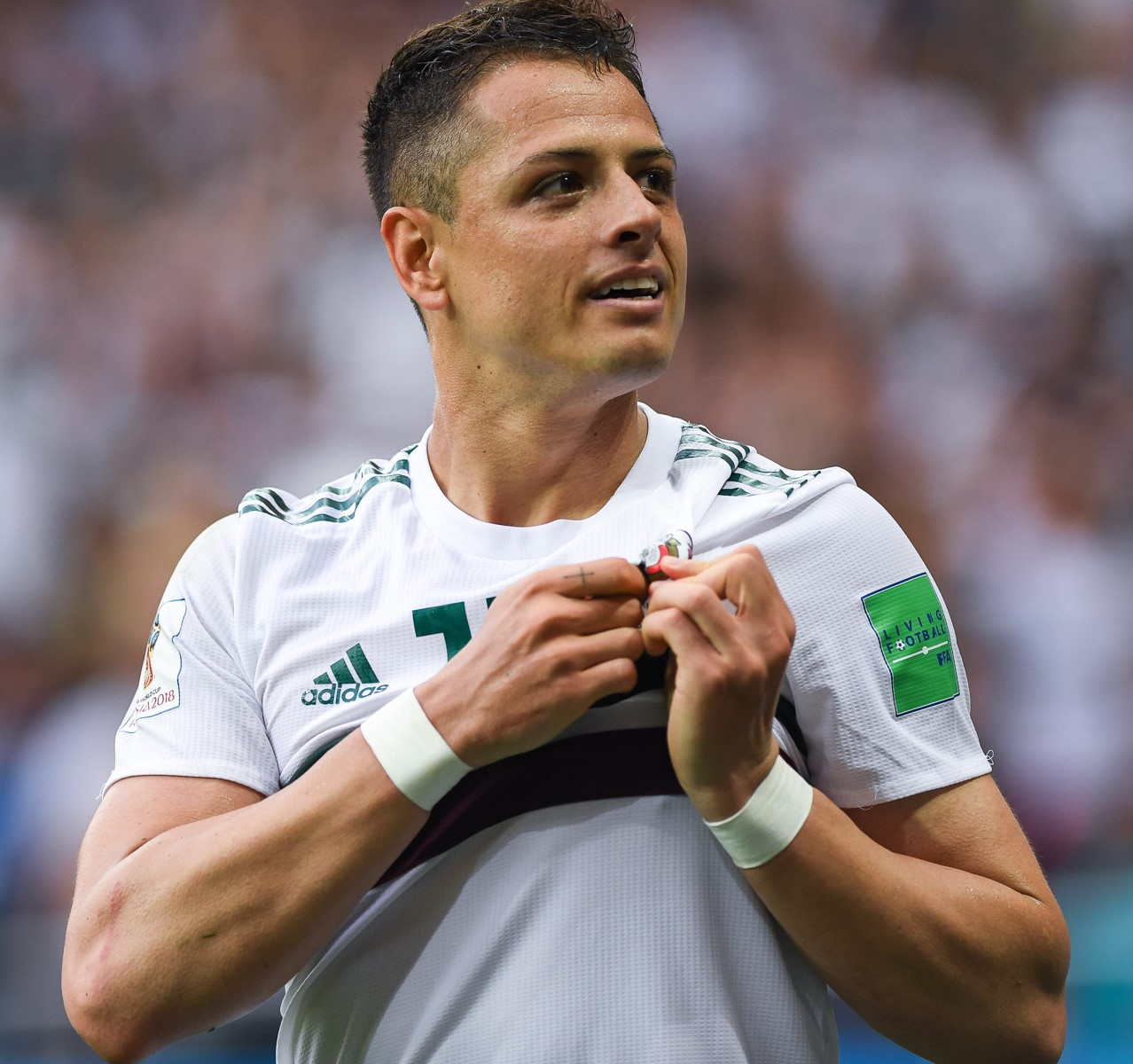
Chicharito pelo México na Copa do Mundo de 2018

Em 8 de maio de 2014, foi um dos 23 convocados do treinador Miguel Herrera para disputar Copa do Mundo FIFA no Brasil. Já no dia 23 de junho, em partida válida pela última rodada da fase de grupos, realizada na Arena Pernambuco, marcou um gol na vitória por 3–1 sobre a Seleção Croata.
No dia 24 de março de 2017, ao marcar na vitória por 2–0 contra a Costa Rica, superou Jared Borgetti e tornou-se o maior artilheiro da história da Seleção Mexicana.
Apesar de ter marcado apenas três vezes durante as Eliminatórias para a Copa do Mundo FIFA de 2018, Hernández foi convocado para o Mundial realizado na Rússia. Titular na estreia do México na Copa contra a Alemanha, no Estádio Lujniki, foi de Chicharito a assistência para Hirving Lozano marcar e garantir a vitória por 1–0.
Após polêmicas com prostitutas e indisciplina, em setembro de 2019 Chicharito parou de ser convocado pelo então treinador Gerardo Martino. Desde então, mesmo com a saída de Martino após a Copa do Mundo FIFA de 2022, o jogador não voltou a ser convocado.

## Estilo de jogo
Ele foi descrito como um jogador rápido e forte, de modo a ter um bom cabeceio, chuta com ambas as pernas e geralmente de média distância. Chicharito foi o jogador mais rápido da Copa do Mundo FIFA de 2010, percorrendo uma velocidade máxima de 32,15 km por hora. Jesús Padilla, ex-companheiro de Chicharito no Chivas Guadalajara, descreveu-o como "incrível no ar", apesar de sua baixa altura. Para o ex-zagueiro Rio Ferdinand, Chicarito é o atacante que "melhor se movimenta no mundo".
O tabloide britânico Daily Mail comparou o jogador ao ex-atacante Ole Gunnar Solskjær, por sua alta agilidade e pelo bom ritmo de jogo. Também foi comparado muitas vezes com Hugo Sánchez, e especialistas diziam que ele iria superar suas marcas. Em 2 de novembro de 2010, foi nomeado pela IFFHS o terceiro melhor atacante do mundo, atrás apenas do espanhol David Villa e do camaronês Samuel Eto'o.

## Vida pessoal

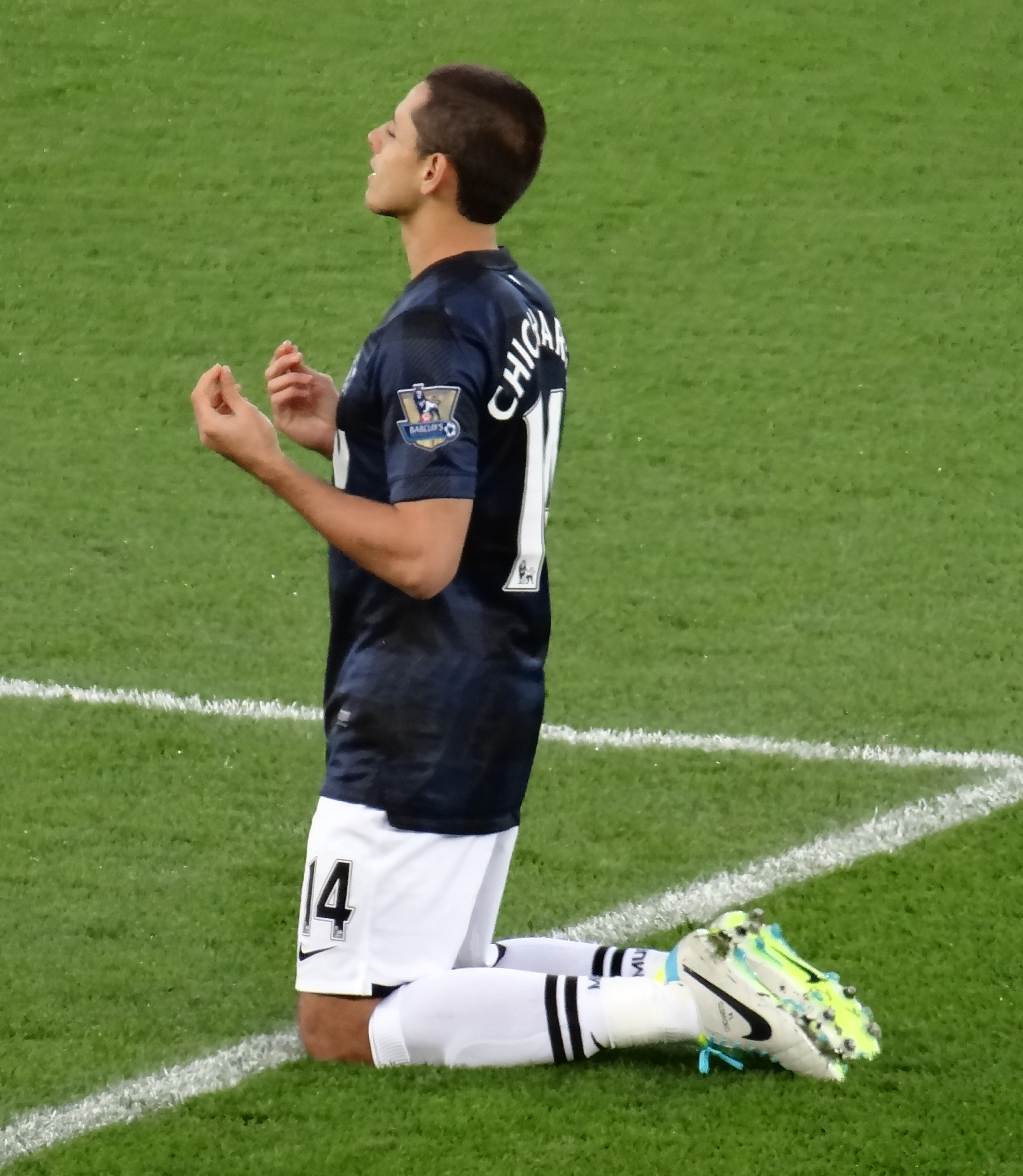
Hernández realizando uma oração antes de uma partida contra o Cardiff City, em novembro de 2013

É filho de Javier Hernández Gutiérrez, que jogou por três clubes diferentes no México e foi um dos 22 integrantes da Seleção Mexicana na Copa do Mundo FIFA de 1986. Seu pai largou o emprego como diretor de futebol do Chivas Guadalajara para assistir seu filho atuar na Copa do Mundo FIFA de 2010, realizada na África do Sul. Chicharito também é neto de Tomás Balcázar, que jogou pelo Chivas e pela Seleção Mexicana na Copa do Mundo FIFA de 1954. Após ser contratado pelo Manchester United, Hernández levou toda a sua família para morar na Inglaterra, incluindo seu avô Balcázar. Durante seu tempo em Guadalajara, ele teve aulas de administração de empresas na Universidad del Valle de Atemajac e viveu com seus pais.
Além de sua língua nativa, o espanhol, Hernández fala fluentemente o inglês. Ele também é publicamente católico.
Em 26 de maio de 2012, Chicharito tornou-se um embaixador mexicano da UNICEF, fazendo dele o terceiro mexicano a assumir o posto, assim como os cantores César Costa e Julieta Venegas, respectivamente, em 2004 e 2009. Como embaixador, ele vai participar de uma série de atividades para incentivar as crianças e adolescentes a não abandonar os estudos. Ele comemorou o posto em uma coletiva de imprensa, onde ele disse que se sentia "orgulhoso e comprometido"; no entanto, recusou-se a responder a perguntas sobre como se sentia por não ser capaz de participar dos Jogos Olímpicos de Verão de 2012 e, em sua opinião, das Eliminatórias da Copa do Mundo FIFA de 2014. Sua resposta foi que ele estava "(na entrevista coletiva) para falar sobre a UNICEF, e não sobre sua profissão". O jogador tem uma grande amizade com Sergio Pérez, piloto da Fórmula 1.

### Apelido
Hernández é popularmente conhecido como Chicharito, que em espanhol significa pequena ervilha, porque seu pai, Javier Hernández Gutiérrez, foi apelidado de Chícharo (ervilha) por causa de seus olhos verdes.

## Estatísticas
Atualizadas até 7 de março de 2020

### Clubes
| Clube              | Temporada | Liga  | Liga | Copa  | Copa | Copa da Liga | Copa da Liga | Competições continentais¹ | Competições continentais¹ | Outros² | Outros² | Total | Total |
| Clube              | Temporada | Jogos | Gols | Jogos | Gols | Jogos        | Gols         | Jogos                     | Gols                      | Jogos   | Gols    | Jogos | Gols  |
| ------------------ | --------- | ----- | ---- | ----- | ---- | ------------ | ------------ | ------------------------- | ------------------------- | ------- | ------- | ----- | ----- |
| Chivas Guadalajara | 2006–07   | 8     | 1    | 0     | 0    | –            | –            | 1                         | 0                         | 0       | 0       | 9     | 1     |
| Chivas Guadalajara | 2007–08   | 6     | 0    | 0     | 0    | –            | –            | 4                         | 0                         | 1       | 0       | 11    | 0     |
| Chivas Guadalajara | 2008–09   | 22    | 4    | 3     | 0    | –            | –            | 7                         | 3                         | 0       | 0       | 32    | 7     |
| Chivas Guadalajara | 2009–10   | 28    | 21   | 0     | 0    | –            | –            | 0                         | 0                         | 0       | 0       | 28    | 21    |
| Chivas Guadalajara | Total     | 64    | 26   | 3     | 0    | –            | –            | 12                        | 3                         | 1       | 0       | 80    | 29    |
| Manchester United  | 2010–11   | 27    | 13   | 5     | 1    | 3            | 1            | 9                         | 4                         | 1       | 1       | 45    | 20    |
| Manchester United  | 2011–12   | 28    | 10   | 1     | 0    | 0            | 0            | 7                         | 2                         | 0       | 0       | 36    | 12    |
| Manchester United  | 2012–13   | 22    | 10   | 6     | 4    | 2            | 1            | 6                         | 3                         | –       | –       | 36    | 18    |
| Manchester United  | 2013–14   | 24    | 4    | 1     | 1    | 5            | 4            | 5                         | 0                         | 0       | 0       | 35    | 9     |
| Manchester United  | 2014–15   | 1     | 0    | 0     | 0    | 1            | 0            | –                         | –                         | –       | –       | 2     | 0     |
| Manchester United  | 2015–16   | 1     | 0    | 0     | 0    | 0            | 0            | 2                         | 0                         | –       | –       | 3     | 0     |
| Manchester United  | Total     | 103   | 37   | 13    | 6    | 11           | 6            | 29                        | 9                         | 1       | 1       | 157   | 59    |
| Real Madrid        | 2014–15   | 23    | 7    | 2     | 1    | –            | –            | 8                         | 1                         | –       | –       | 33    | 9     |
| Real Madrid        | Total     | 23    | 7    | 2     | 1    | –            | –            | 8                         | 1                         | –       | –       | 33    | 9     |
| Bayer Leverkusen   | 2015–16   | 28    | 17   | 3     | 4    | –            | –            | 9                         | 5                         | –       | –       | 40    | 26    |
| Bayer Leverkusen   | 2016–17   | 26    | 11   | 2     | 1    | –            | –            | 8                         | 1                         | 0       | 0       | 36    | 13    |
| Bayer Leverkusen   | Total     | 57    | 28   | 5     | 5    | –            | –            | 17                        | 6                         | 0       | 0       | 76    | 39    |
| West Ham           | 2017–18   | 28    | 8    | 2     | 0    | 3            | 0            | –                         | –                         | –       | –       | 33    | 8     |
| West Ham           | 2018–19   | 25    | 7    | 1     | 0    | 2            | 1            | –                         | –                         | –       | –       | 28    | 8     |
| West Ham           | 2019–20   | 2     | 1    | 0     | 0    | 0            | 0            | –                         | –                         | –       | –       | 2     | 1     |
| West Ham           | Total     | 55    | 16   | 3     | 0    | 5            | 0            | –                         | –                         | –       | –       | 63    | 17    |
| Sevilla            | 2019–20   | 9     | 1    | 2     | 0    | 0            | 0            | 4                         | 2                         | –       | –       | 15    | 3     |
| Sevilla            | Total     | 9     | 1    | 2     | 0    | 0            | 0            | 4                         | 2                         | –       | –       | 15    | 3     |
| Los Angeles Galaxy | 2020      | 2     | 0    | 0     | 0    | 0            | 0            | 0                         | 0                         | –       | –       | 2     | 0     |
| Los Angeles Galaxy | Total     | 2     | 0    | 0     | 0    | 0            | 0            | 0                         | 0                         | –       | –       | 2     | 0     |

- ¹Incluindo a Copa Libertadores da América, Copa Sul-Americana, SuperLiga Norte-Americana e Liga dos Campeões da UEFA.
- ²Incluindo os Play-offs da Primera División de México, Supercopa da Inglaterra, Supercopa da UEFA, Copa do Mundo de Clubes da FIFA e outros torneios.

### Seleção Mexicana
| Ano   |       |      |
| Ano   | Jogos | Gols |
| ----- | ----- | ---- |
| 2009  | 1     | 0    |
| 2010  | 19    | 10   |
| 2011  | 13    | 13   |
| 2012  | 10    | 5    |
| 2013  | 14    | 7    |
| 2014  | 13    | 3    |
| 2015  | 8     | 4    |
| 2016  | 10    | 3    |
| 2017  | 11    | 4    |
| 2018  | 6     | 1    |
| Total | 105   | 50   |

Gols marcados
| #   | Data                    | Local                             | Adversário           | Placar | Resultado | Competição                       |
| --- | ----------------------- | --------------------------------- | -------------------- | ------ | --------- | -------------------------------- |
| 1.  | 24 de fevereiro de 2010 | São Francisco, Estados Unidos     | Bolívia              | 2–0    | 5–0       | Amistoso                         |
| 2.  | 24 de fevereiro de 2010 | São Francisco, Estados Unidos     | Bolívia              | 4–0    | 5–0       | Amistoso                         |
| 3.  | 3 de março de 2010      | Pasadena, Estados Unidos          | Nova Zelândia        | 1–0    | 2–0       | Amistoso                         |
| 4.  | 17 de março de 2010     | Torreón, México                   | Coreia do Norte      | 2–1    | 2–1       | Amistoso                         |
| 5.  | 26 de maio de 2010      | Friburgo, Alemanha                | Países Baixos        | 1–2    | 1–2       | Amistoso                         |
| 6.  | 30 de maio de 2010      | Bayreuth, Alemanha                | Gâmbia               | 1–0    | 5–1       | Amistoso                         |
| 7.  | 30 de maio de 2010      | Bayreuth, Alemanha                | Gâmbia               | 2–0    | 5–1       | Amistoso                         |
| 8.  | 17 de junho de 2010     | Polokwane, África do Sul          | França               | 1–0    | 2–0       | Copa do Mundo FIFA de 2010       |
| 9.  | 27 de junho de 2010     | Joanesburgo, África do Sul        | Argentina            | 1–3    | 1–3       | Copa do Mundo FIFA de 2010       |
| 10. | 11 de agosto de 2010    | Cidade do México, México          | Espanha              | 1–0    | 1–1       | Amistoso                         |
| 11. | 9 de fevereiro de 2011  | Ciudad Juárez, México             | Venezuela            | 1–1    | 2–2       | Amistoso                         |
| 12. | 9 de fevereiro de 2011  | Atlanta, Estados Unidos           | Bósnia e Herzegovina | 1–0    | 2–0       | Amistoso                         |
| 13. | 26 de março de 2011     | Oakland, Estados Unidos           | Paraguai             | 1–0    | 3–1       | Amistoso                         |
| 14. | 26 de março de 2011     | Oakland, Estados Unidos           | Paraguai             | 3–0    | 3–1       | Amistoso                         |
| 15. | 5 de junho de 2011      | Arlington, Estados Unidos         | El Salvador          | 3–0    | 5–0       | Copa Ouro da CONCACAF de 2011    |
| 16. | 5 de junho de 2011      | Arlington, Estados Unidos         | El Salvador          | 4–0    | 5–0       | Copa Ouro da CONCACAF de 2011    |
| 17. | 5 de junho de 2011      | Arlington, Estados Unidos         | El Salvador          | 5–0    | 5–0       | Copa Ouro da CONCACAF de 2011    |
| 18. | 9 de junho de 2011      | Charlotte, Estados Unidos         | Cuba                 | 1–0    | 5–0       | Copa Ouro da CONCACAF de 2011    |
| 19. | 9 de junho de 2011      | Charlotte, Estados Unidos         | Cuba                 | 5–0    | 5–0       | Copa Ouro da CONCACAF de 2011    |
| 20. | 18 de junho de 2011     | East Rutherford, Estados Unidos   | Guatemala            | 2–1    | 2–1       | Copa Ouro da CONCACAF de 2011    |
| 21. | 22 de junho de 2011     | Houston, Estados Unidos           | Honduras             | 2–0    | 2–0       | Copa Ouro da CONCACAF de 2011    |
| 22. | 2 de setembro de 2011   | Varsóvia, Polônia                 | Polónia              | 1–1    | 1–1       | Amistoso                         |
| 23. | 11 de novembro de 2011  | Querétaro, México                 | Sérvia               | 2–0    | 2–0       | Amistoso                         |
| 24. | 31 de maio de 2012      | Chicago, Estados Unidos           | Bósnia e Herzegovina | 2–1    | 2–1       | Amistoso                         |
| 25. | 3 de junho de 2012      | Arlington, Estados Unidos         | Brasil               | 2–0    | 2–0       | Amistoso                         |
| 26. | 11 de setembro de 2012  | Cidade do México, México          | Costa Rica           | 1–0    | 1–0       | Elim. Copa do Mundo FIFA de 2014 |
| 27. | 12 de outubro de 2012   | Houston, Estados Unidos           | Guiana               | 3–0    | 5–0       | Elim. Copa do Mundo FIFA de 2014 |
| 28. | 16 de outubro de 2012   | Torreón, México                   | El Salvador          | 2–0    | 2–0       | Elim. Copa do Mundo FIFA de 2014 |
| 29. | 22 de março de 2013     | San Pedro Sula, Honduras          | Honduras             | 1–0    | 2–2       | Elim. Copa do Mundo FIFA de 2014 |
| 30. | 22 de março de 2013     | San Pedro Sula, Honduras          | Honduras             | 2–0    | 2–2       | Elim. Copa do Mundo FIFA de 2014 |
| 31. | 31 de maio de 2013      | Houston, Estados Unidos           | Nigéria              | 1–0    | 2–2       | Amistoso                         |
| 32. | 31 de maio de 2013      | Houston, Estados Unidos           | Nigéria              | 2–2    | 2–2       | Amistoso                         |
| 33. | 16 de junho de 2013     | Rio de Janeiro, Brasil            | Itália               | 1–1    | 1–2       | Copa das Confederações de 2013   |
| 34. | 22 de junho de 2013     | Belo Horizonte, Brasil            | Japão                | 0–1    | 1–2       | Copa das Confederações de 2013   |
| 35. | 22 de junho de 2013     | Belo Horizonte, Brasil            | Japão                | 0–2    | 1–2       | Copa das Confederações de 2013   |
| 36. | 23 de junho de 2014     | Recife, Brasil                    | Croácia              | 3–0    | 3–1       | Copa do Mundo FIFA de 2014       |
| 37. | 9 de outubro de 2014    | Tuxtla Gutiérrez, México          | Honduras             | 1–0    | 2–0       | Amistoso                         |
| 38. | 12 de novembro de 2014  | Amesterdão, Holanda               | Países Baixos        | 1–3    | 2–3       | Amistoso                         |
| 39. | 28 de março de 2015     | Los Angeles, Estados Unidos       | Equador              | 1–0    | 1–0       | Amistoso                         |
| 40. | 27 de junho de 2015     | Orlando, Estados Unidos           | Costa Rica           | 2–2    | 2–2       | Amistoso                         |
| 41. | 8 de setembro de 2015   | Arlington (Texas), Estados Unidos | Argentina            | 1–0    | 2–2       | Amistoso                         |
| 42. | 10 de outubro de 2015   | Pasadena, Estados Unidos          | Estados Unidos       | 1–0    | 3–2       | Copa CONCACAF de 2015            |
| 43. | 25 de março 2016        | Vancouver, Canadá                 | Canadá               | 1–0    | 3–0       | Elim. Copa do Mundo FIFA de 2018 |
| 44. | 1 de junho de 2016      | Califórnia, Estados Unidos        | Chile                | 1–0    | 1–0       | Amistoso                         |
| 45. | 9 de junho de 2016      | Pasadena, Estados Unidos          | Jamaica              | 1–0    | 2–0       | Copa América Centenário          |
| 46. | 24 de março de 2017     | Cidade do México, México          | Costa Rica           | 1–0    | 2–0       | Elim. Copa do Mundo FIFA de 2018 |
| 47. | 27 de maio de 2017      | Los Angeles, Estados Unidos       | Croácia              | 1–2    | 1–2       | Amistoso                         |
| 48. | 18 de junho de 2017     | Cazã, Rússia                      | Portugal             | 1–1    | 2–2       | Copa das Confederações de 2017   |
| 49. | 6 de outubro de 2017    | San Luis Potosí, México           | Trinidad e Tobago    | 2–1    | 3–1       | Elim. Copa do Mundo FIFA de 2018 |
| 50. | 23 de junho de 2018     | Rostóvia do Dom, Rússia           | Coreia do Sul        | 2–0    | 2–1       | Copa do Mundo FIFA de 2018       |

## Títulos
Chivas Guadalajara
- Primera División: 2006 (Apertura)
- InterLiga: 2009

Manchester United
- Premier League: 2010–11 e 2012–13
- Supercopa da Inglaterra: 2010

Real Madrid
- Copa do Mundo de Clubes da FIFA: 2014

Sevilla
- Liga Europa da UEFA: 2019–20[80]

Seleção Mexicana
- Copa Ouro da CONCACAF: 2011
- Copa CONCACAF: 2015

### Prêmios individuais
- Balón de Oro da Primera División - Melhor atacante: Bicentenário 2010
- Prêmio Sir Matt Busby de Jogador do Ano (no Manchester United): 2010–11[25]
- Chuteira de Ouro da Copa Ouro da CONCACAF: 2011
- Melhor jogador da Copa Ouro da CONCACAF: 2011
- Artilheiro da Primera División: Bicentenario 2010 (10 gols)
- Artilheiro da Copa Ouro da CONCACAF: 2011 (7 gols)
- 75º melhor jogador do ano de 2016 (Marca)[81]